# Emanuel Friedrich Flemming
Karl Friedrich Emanuel Flemming (* 8. August 1814 in Dresden; † 21. November 1891 in Braunschweig) war Entwickler und erster Leiter des Blindenhauses in Hannover.

## Jugend
Flemmings Eltern, Emanuel Gottlieb Flemming und Wilhelmine Ernestine geb. Winkler (* 8. April 1781 in Berlin; † 16. März 1845 in Dresden) hatten 1809 die Blindenanstalt in Dresden gegründet. Der Vater starb, als Friedrich drei Jahre alt war. Die Mutter leitete die Anstalt weiter und heiratete später Ludwig Steckling, der die Leitung offiziell übernahm. Friedrich wuchs mit dem Wunsch auf, in die Fußstapfen seiner Eltern zu treten. 1832 übernahm Karl Georgi die Leitung des Instituts und wurde bald Friedrichs Schwager: Er heiratete Friedrichs Schwestern Bertha und (nach deren frühem Tod) Louise Flemming.
Friedrich besuchte das Kreuzgymnasium in Dresden. Schon als 18-Jähriger veröffentlichte er einen Aufsatz über die Geschichte der Blindenanstalt seit 1808. Von 1833 bis 1837 studierte Friedrich in Leipzig nach dem Vorbild des Vaters Theologie. Als Kandidat hielt er eine Predigt in der Dresdener Annenkirche. 1837 bestand er sein Examen und promovierte zum Dr. phil. 1839 verlobte er sich mit der Hofbeamtentochter Marie Bredan (1815–1895), die in der Dresdener Blindenanstalt bereits einschlägige Erfahrungen sammelte. Vor der Hochzeit machte Flemming eine ausgedehnte Bildungsreise durch die Schweiz und Süddeutschland. Die beiden heirateten am 27. Februar 1843 und bekamen innerhalb von 18 Jahren sechs Söhne und eine Tochter.

## Hannover
Im November 1838 las Friedrich in der Leipziger Zeitung einen Aufsatz über die Bemühungen der hannoverschen Behörden, eine Blindenanstalt nach Dresdener Vorbild zu gründen. Er bat den Dresdener Augenarzt August von Ammon um Vermittlung. Fast gleichzeitig fragte einer der Förderer der geplanten Anstalt, Pastor Franz Georg Ferdinand Schläger, in Dresden an. Flemming wurde 1840 aufgefordert, einen Plan zu entwickeln, wie er sich die Räumlichkeiten der Blindenanstalt vorstellte, und er konzipierte auch eine Art Pädagogik für die Förderung und Bildung der Zöglinge. Die „Commission behuf Errichtung einer Bildungsanstalt für Blinde“ hatte bereits Gelder gesammelt, startete aber nun einen neuen Spendenaufruf, der die Summe auf über 30 000 Taler anwachsen ließ. Den Zuschlag als Standort bekam Hannover. Mithilfe des Magistrats erwarb die Commission ein Gelände auf dem Blumschen Gartenlande östlich der Hildesheimer Chaussee. Am 3. Mai 1843 nahmen die „Blindeneltern“ Friedrich und Marie Flemming ihre Arbeit mit zunächst sechs Zöglingen in einem Gartenhaus auf der Andertschen Wiese auf. Denn der Anstaltneubau verzögerte sich, der Grundstein wurde erst in diesem Mai 1843 gelegt. Am 27. Mai 1845 wurde das im April bezogene Blindenhaus offiziell eingeweiht. Am Ende der von Flemming aus diesem Anlass erstellten Broschüre fasst er sein Credo zusammen: Den Zweck des Instituts bezeichnet er als „allgemeine Jugendbelehrung, Ausbildung zu musikalischer und zu technischer Fertigkeit“. Neben der Schulbildung sollte das Haus die Zöglinge also auch auf einen konkreten technischen Beruf (Korbmacher, Seiler, Schuhmacher) und damit „zu bürgerlicher Brauchbarkeit und möglichst vollkommener Selbstständigkeit“ vorbereiten – die im Hause wichtige Rolle der Musik diente im Wesentlichen zum Vergnügen, denn sie taugte beruflich nur zum Nebenerwerb, weil sie laut Flemming auf professioneller Ebene eine „Gefährdung der Sittlichkeit“ darstellte.
33 Jahre lang betreute das Ehepaar seine Zöglinge, deren Zahl von den 20 Blinden im Gründungsjahr auf über 80 in den 1870er-Jahren anwuchs. Flemming engagierte sich früh für die Verwendung einer normierten Blindenschrift, doch erst 1879 setzte sich die von Louis Braille entwickelte Schrift offiziell durch. Die Flemmings verwendeten sie aber bereits während ihrer Wirkungszeit in der Anstalt, und Friedrich steuerte einige besondere Schreibweisen zu dem Konzept bei, indem er ein Dutzend für das Französische entwickelte Zeichen im Deutschen umwidmete und ihnen Laute wie au, ei und sch zuwies. Etliche dieser Änderungen werden nach wie vor in der deutschen Blindenschrift verwendet.
Die wachsende Anerkennung, die Flemming in den Jahren als Anstaltsleiter erfuhr, ergab sich aus den Erfolgen in der Förderung und Ausbildung der Blinden, aber auch aus seinem Bemühen, die Zöglinge nach ihrer Entlassung bei der Stellungssuche und in der beruflichen Tätigkeit möglichst umfassend zu unterstützen. Er gründete einen für die im Berufsleben stehenden Blinden bestimmten Fonds, dessen Kapital in den 1870er-Jahren auf 27 000 Taler angewachsen war.
Auf politischer Ebene wirkte Flemming als Lobbyist im Preußischen Landtag, als er 1875 eine Petition einbrachte und dafür plädierte, die Schulpflicht für blinde Kinder einzuführen.

## Die Entlassung
Am 19. September 1875 wurde Direktor Friedrich Flemming verhaftet. Laut Prozessbericht im Hannoverschen Courier wurde Flemming vorgeworfen, zwischen 1865 und 1875 „unzüchtige Handlungen mit weiblichen Zöglingen vorgenommen zu haben“. Er gab einiges zu, leugnete aber das meiste und bezeichnete sich selbst als völlig unschuldig. Während des dreitägigen Schwurgerichtsprozesses (16.–18. März 1876) belasteten etliche Zöglinge Flemming stark, aber es wurden auch ältere Zöglinge angehört, die sich mit großem Engagement für ihren ehemaligen Anstaltsleiter einsetzten. Einer von ihnen präsentierte 80 Unterschriften ehemaliger Zöglinge, die sich mit Flemming solidarisch erklärten.
Im Gegensatz zu Flemming, der manche Zeuginnen vor Gericht als unglaubwürdig bezeichnete, stellten mehrere Sachverständige fest, dass die Zeugenaussagen durchaus glaubhaft seien. Auch der Staatsanwalt hielt die jungen Zeuginnen für glaubwürdig, weil keinerlei Motiv für fälschliche Anschuldigungen gegen die Angeklagten erkennbar sei. Dagegen müsse man dem Angeklagten sein zögerndes Leugnen und mangelndes Gedächtnis ebenfalls zur Last legen. Flemming wurde in 21 Fällen unzüchtiger Handlungen angeklagt. Der Staatsanwalt verneinte mildernde Umstände.
Was der Verteidiger als Entlastung anführte, reichte nicht aus, um die Schuld des Angeklagten Flemming nachhaltig zu reduzieren – die Taten bleiben trotzdem so schwerwiegend, dass eine lebenslange Haftstrafe drohte. Flemmings Urteil lautete auf neun Jahre Zuchthaus und Verlust der bürgerlichen Ehrenrechte für die Dauer von fünf Jahren.
Der Prozessbericht enthält nur die pauschale Formulierungen „unzüchtiger“ oder „unsittlicher“ Handlungen. Welche konkreten Handlungen dem Angeklagten vorgeworfen wurden, ist heute nicht mehr feststellbar. Flemming selbst gab halbherzig eine gewisse Schuld zu, stritt aber lebenslang vehement ab, jemals aus Vorsatz gehandelt zu haben, und zeigte sich völlig überrascht davon, dass man ihn wegen seiner Taten ins Zuchthaus steckte.

## Die letzten Jahre
Von den neun Jahren seiner Haftstrafe verbrachte Flemming sieben Jahre im Zuchthaus Celle. Im März 1883 wurde der 68-Jährige vorzeitig entlassen. Sein ältester Sohn Eduard nahm die Eltern in seinem Pfarrhaus in Limmer auf. 1891 zog Flemming mit seiner Frau nach Braunschweig, wo er am 21. November 1891 mit 77 Jahren starb.